# شکوورتیتسه
شکوورتیتسه (به چکی: Škvořetice) یک منطقهٔ مسکونی در جمهوری چک است که در ناحیه ستراکونیتسه واقع شده‌است. شکوورتیتسه ۹٫۵۶ کیلومتر مربع مساحت و ۳۲۷ نفر جمعیت دارد و ۴۵۸ متر بالاتر از سطح دریا واقع شده‌است.